# Йорк (река, Виргиния)
Река Йорк (англ. York River) — судоходный эстуарий в восточной части штата Виргиния (США).

## География
Река Йорк формируется в районе Уэст-Пойнта округа Кинг-Уильям (в 56 км восточнее Ричмонда) в результате слияния рек Маттапонай и Паманки. Оттуда она течёт на юго-восток, и в 8 км восточнее Йорктауна впадает в Чесапикский залив. Длина реки Йорк составляет около 55 км, ширина в районе Уэст-Пойнта — около 1,5 км, в устье — порядка 4 км.
Река Йорк разделяет находящийся к югу от неё полуостров Виргиния и находящийся к северу от неё полуостров Мидл-Пенинсьюла.

## История
Местные индейцы называли эту реку «Памункей». Когда в XVII веке в этих местах высадились колонисты Вирджинской компании, то они назвали её рекой Чарльза (Charles River).